# Pseudobagarius leucorhynchus
Pseudobagarius leucorhynchus is een straalvinnige vissensoort uit de familie van de meervallen (Akysidae). De wetenschappelijke naam van de soort is voor het eerst geldig gepubliceerd in 1934 door Henry Weed Fowler.